# Рея (спутник)
Ре́я (лат. Rhea, др.-греч. Ῥέα) — второй по величине спутник Сатурна, девятый по величине и десятый по массе спутник в Солнечной системе. Пятый по отдалённости от Сатурна среди семи его крупных спутников.
Современное название спутника, данное в честь титаниды Реи, предложил в 1847 году Джон Гершель в соответствии со своей идеей назвать семь известных на тот момент спутников Сатурна по именам титанов — братьев и сестёр Кроноса (аналога Сатурна в греческой мифологии).

## История открытия
Рея была открыта Джованни Кассини в 1672 году.
Кассини назвал 4 открытых им спутника Сатурна «звёздами Людовика» (лат. Sidera Lodoicea) в честь короля Франции Людовика XIV. Астрономы долго называли Рею просто пятым спутником Сатурна (Saturn V).

## Физические характеристики
Рея — ледяное тело со средней плотностью, равной 1,237±0,003 г/см³. Столь низкая плотность свидетельствует, что каменные породы составляют менее трети массы спутника, а остальное приходится на водяной лёд. Ускорение свободного падения составляет 0,264 м/с². Размеры спутника — 1530,0±1,4 × 1526,2±1,2 × 1524,8±1,2 км, средний диаметр — 1527,0±1,2 км.
Недра Реи, вероятно, почти не дифференцированы.

## Поверхность
Рея по составу и геологической истории похожа на Диону. У обоих спутников ведущее и ведомое полушария заметно различаются (ведущее полушарие — то, которое всегда направлено в сторону движения спутника по орбите, так как осевое вращение синхронизировано).
Ведущее полушарие Реи сильно кратерировано и однородно светлое. Заднее полушарие содержит тёмные участки, а также сеть ярких тонких полосок. Первоначально полагали, что они образовались в результате выброса на поверхность воды или льда (например, в результате криовулканизма). Однако данные «Кассини» показали, что они, как и схожие (но более выраженные) образования на Дионе, представляют собой не выбросы вещества, а тектонические объекты, образовавшиеся от растяжения поверхности, — ледяные хребты и обрывы. Фотографии Реи, присланные «Кассини» в январе 2006, окончательно подтвердили гипотезу об обрывах.
Рея имеет участки с различной степенью кратерированности (в частности, в одних регионах нет кратеров диаметром свыше 40 км, а в других есть только такие). Это говорит о том, что поверхность спутника существенно переформировывалась на ряде участков в период после интенсивных метеоритных бомбардировок, происходивших в начале формирования Солнечной системы.
Рельеф кратеров сглаженный, так как лёд постепенно оплывает в течение геологически значимых промежутков времени.
Названия деталей поверхности Реи берут из мифов о сотворении мира, потому что сам спутник назван в честь матери олимпийских богов. В первую очередь используют мифы народов Азии, потому что до этого они были мало представлены в планетной номенклатуре, а также в связи с тем, что греческую Рею отождествляли с малоазиатской Кибелой. По состоянию на 2020 год на Рее имеют названия 128 кратеров, 6 цепочек кратеров и их групп, 5 каньонов и их групп, 2 борозды и 2 линии.

## Атмосфера
Аппарат «Кассини» обнаружил, что Рея покрыта разреженной атмосферой, содержащей двухатомный кислород и углекислый газ. Её давление — несколько триллионных долей земного. Максимальная зарегистрированная концентрация молекул О2 составляла (5 ± 1)×1010 м−3, а концентрация молекул СО2 — (2 ± 1)×1010 м−3. Кислород, видимо, берётся из водяного льда на поверхности Реи, который расщепляется при бомбардировке ионами из радиационных поясов Сатурна (и, в меньшей мере — при облучении электронами и солнечным ультрафиолетом). Производительность этого процесса оценивают в 2,2×1024 молекул (около 120 граммов) O2 в секунду, количество кислорода в атмосфере — в (2,5 ± 0,5)×1029 молекул (13 ± 3 тонны), а среднее время существования в ней молекулы O2 — в 1 земные сутки. Происхождение углекислого газа менее понятно; он может высвобождаться из поверхностного льда или образовываться из содержащихся в нём веществ.

## Кольца
По некоторым данным, у Реи может быть своя система колец.

## Галерея
- Ведущее полушарие Реи с молодым кратером Inktomi, окружённым яркими лучами
- Заднее полушарие Реи
- Рея, базовая карта, январь 2011
- Сравнение размеров Земли, Луны и Реи
- Снимок «Кассини» с расстояния 56 тысяч километров от Реи. Разрешение в 330 метров на пиксель, лучшее на сегодняшний день[когда?]. 10 февраля 2015 г.

## Комментарии
1. ↑  Семь крупнейших спутников Сатурна (в порядке удаления от планеты): Мимас, Энцелад, Тефия, Диона, Рея, Титан и Япет. Остальные известные спутники существенно меньших размеров и масс.
2. ↑  Рассчитано по массе и радиусу Реи согласно формуле {\displaystyle g=G{\frac {M}{r^{2}}}}.